# Wannaphon Buspakom
Wannaphon Buspakom (tiếng Thái: วรรณพล บุษปาคม, sinh ngày 2 tháng 1 năm 1989) là một cầu thủ bóng đá người Thái Lan thi đấu ở vị trí tiền vệ cho câu lạc bộ ở Thai League 2 Army United.

## Đời sống cá nhân
Wannaphon là con trai của Attaphol Buspakom, từng là một tuyển thủ quốc gia.

## Sự nghiệp câu lạc bộ
Anh thi đấu cho Krung Thai Bank ở vòng bảng Giải vô địch bóng đá các câu lạc bộ châu Á 2008.